# Khansa Batma
Pour les articles homonymes, voir Batma.
Khansa Batma, née en 1979 à Casablanca, est une mannequin, une actrice et une chanteuse marocaine.

## Biographie
Elle est née en 1979 au Maroc, au sein d’une famille d’artistes.  Son père, Mohamed Batma, est le fondateur et membre (jusqu’en 2001) de Lemchaheb, un groupe musical marocain notoire pour avoir mis du rock dans la musique orientale, et sa mère est la chanteuse Beirouk Saida, également membre de Lemchaheb,. Elle est aussi la nièce de Larbi Batma, leader d'un autre groupe marocain, le Nass El Ghiwane, et la sœur de Tarik Batma, chanteur comme elle. Elle grandit dans le quartier Hay Mohammadi, de Casablanca,. « Je suis une enfant du peuple, née dans un quartier populaire du Maroc, réputé dans le temps pour ses révolutionnaires contre le protectorat français. Mon grand-père était un paysan », explique-t-elle. Elle obtient son bac en arts plastiques en 1998, puis commence un parcours d’études supérieures en faculté de lettres qu’elle interrompt,.
Elle signe son premier contrat de chanteuse en 1999, puis sort son premier album, Melitek Melitek, en 2000/2001 et devient une voix du rock progressif oriental.  Un deuxième album sort ensuite, Aux portes du désert,,. Puis elle marque une pause dans ce parcours de chanteuse au Maroc, mène des expériences diverses dans la télévision, la publicité, la photo de mode (pour Cacharel notamment,) et des passages dans le cinéma, séjourne en Turquie, puis revient au Maroc et signe un nouveau contrat avec un autre label. Elle fait la Une de magazines féminins marocains comme mannequin (sans pour autant devenir un mannequin professionnel à part entière). En 2009, elle sort un autre album, The dark Album 09. Elle continue ensuite ce parcours artistique, essentiellement entre chanson et cinéma, se marie en 2019, et se voit décerner en  septembre 2020, le prix d’interprétation féminine dans la catégorie Orizzonti de la 77e Mostra de Venise, pour son interprétation  dans le film Burning Casablanca, encore appelé Zanka Contact, de Ismael El Iraki ( une interprétation remarquée dans le rôle féminin principal),.